# Tú alfagra land mítt

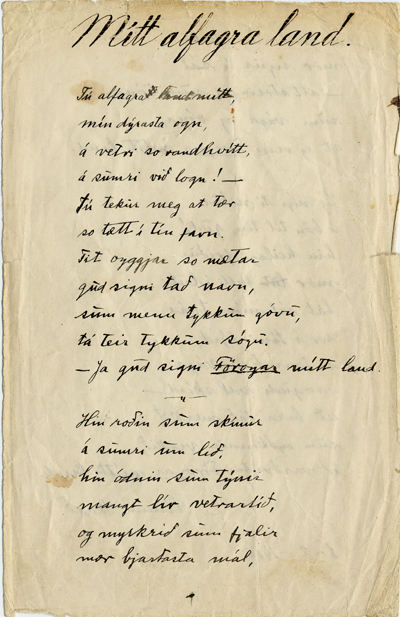
Eerste pagina van de oorspronkelijke versie van Tú alfagra land mítt

Tú alfagra land mítt ('O, mijn wondermooie land') is het volkslied van de Faeröer.
Aangenomen wordt dat de tekst  op 1 februari 1906 door Símun av Skarði (1872-1942) is geschreven. De muziek erbij is in 1907 door Petur Alberg (1885-1940) geschreven.

## Faeröerse tekst
Tú alfagra land mítt,
mín dýrasta ogn!
á vetri so randhvítt,
á sumri við logn,
tú tekur meg at tær
so tætt í tín favn.
Tit oyggjar so mætar,
Gud signi tað navn,
sum menn tykkum góvu,
tá teir tykkum sóu.
Ja, Gud signi Føroyar, mítt land!
Hin roðin, sum skínur
á sumri í líð,
hin ódnin sum tínir
mangt lív vetrartíð,
og myrkrið, sum fjalir
mær bjartasta mál,
og ljósið, sum spælir
mær sigur í sál:
alt streingir, ið tóna,
sum vága og vóna,
at eg verji Føroyar, mítt land.
Eg nígi tí niður
í bøn til tín, Gud:
Hin heilagi friður
mær falli í lut!
Lat sál mína tváa
sær í tíni dýrd!
So torir hon vága
- av Gudi væl skírd -
at bera tað merkið,
sum eyðkennir verkið,
ið varðveitir Føroyar, mítt land!